# HTC Desire Z
HTC Desire Z (в США выпущен также как T-Mobile G2) — Android-смартфон компании HTC. Был представлен в Лондоне 15 сентября 2010 года. Поступил в продажу в Европе и Канаде в ноябре 2010 года. Имеет схожие с HTC Desire S характеристики, но выполнен в форм-факторе бокового QWERTY-слайдера.